# Branimir Kostadinow
Branimir Kostadinow (ur. 4 marca 1989 w Wielkim Tyrnowie) − bułgarski piłkarz, występujący na pozycji napastnika.
Piłkarz zaczął grać w piłkę w 1997 roku w juniorskich klubach: Sławia Sofia, i LASK Linz. Profesjonalną piłkarską karierę rozpoczął w roku 2006 w klubie Heart of Midlothian.
Piłkarz od 2006 roku gra w reprezentacji Bułgarii U-21. Rozegrał w niej 1 mecz (stan na 20 czerwca 2007 roku).